# Ефрем (Милутинович)
Митрополит Ефрем (серб. Митрополит Јефрем, в миру Миле Милутинович, серб. Миле Милутиновић; 15 апреля 1944, село Буснови, Приедор, Босния и Герцеговина) — архиерей Сербской православной церкви, митрополит Банялукский.

## Биография
Шесть классов начальной школы окончил в родном селе, а 7-й и 8-й — в Санском Мосту, где после учился в гимназии.
В середине 1964 года поступил послушником в монастырь Рача Жичской епархии.
9 июля 1967 года в Липльском монастыре Банялукской епархии был пострижен в монашество с именем Ефрем. В том же году был направлен в духовную семинарию при монастыре Крка.
14 января 1968 года в соборном храме в Баня-Луке епископом Банялукским Андреем был рукоположён в сан иеродиакона.
14 июня 1970 года епископом Банялукским Андреем был рукоположён в сан иеромонаха.
По окончании семинарии с отличием в 1971 году был направлен на дальнейшее обучение в Московскую духовную академию, которую также окончил в 1975 году, получив звание кандидата богословия за дипломную работу «Учение святого Василия Великого о монашестве». Работа была оценена отличной и предназначена к публикации.
В 1975 году был удостоен звания синкелла.
В том же году перешёл из Банялукской в Далматинскую епархию и причислен к братии монастыря Крка.
2 сентября 1975 года решением Священного Архиерейского Синода назначен лектором в Семинарии Трёх Святителей при монастыре Крка. Эту должность он совмещал с должностью воспитателя, а затем и главного воспитателя семинарии. В монастыре он нес послушание приходского священника в монастырском приходе в Кистанье и руководил хозяйством обители.
1 июня 1978 года решением Священного Архиерейского Собора избран епископом Моравичским, викарием Патриарха Сербского.
17 сентября 1978 года в соборном храме Белграда состоялась его епископская хиротония, которую совершили патриарх Сербский Герман, епископы Жичский Стефан (Боца) и Далматинский Николай (Мрджя).
19 мая 1980 года был избран епископом Банялукским. Настолование его было совершено в Троицком соборе Баня Луки 1 июня 1980 года Сремским епископом Андреем как посланником Архиерейского Синода, в присутствии сонма Сербских архипастырей.
В результате военных действий 1991—1995 годов в епархии уничтожено 2 православных храма, 3 повреждены, сожжено 2 приходских дома. Многие проживавшие в епархии сербы покинули пределы епархии.

## Награды
- Орден Республики Сербской на ленте (2012)[2].
- Орден Негоша II степени (1993)[3].
- Орден Дружбы (24 мая 2023 года, Россия) — за большой вклад в укрепление дружбы и сотрудничества между народами Российской Федерации и Боснии и Герцеговины, сохранение российско-сербского духовного единства[4]